# ۳۲۵ (قمری)
۳۲۵ (قمری)، سیصد و بیست و پنجمین سال در گاهشماری هجری قمری است. اول محرم این سال برابر با بیست و چهارم نوامبر سال ۹۳۶ میلادی است.

## درگذشتگان
- شهید بلخی شاعر، متکلم و حکیم